# Вежново
Вежно́во — деревня в Вачском районе Нижегородской области. Входит в состав Казаковского сельсовета.
До 28 августа 2009 года находилась в составе Алтунинского сельсовета.
В деревне Вежново две улицы: Лесная и Нагорная.

## Население
| 1999 | 2002 | 2010 |
| ---- | ---- | ---- |
| 42   | ↗50  | ↘18  |